# Lutz Kreutzer

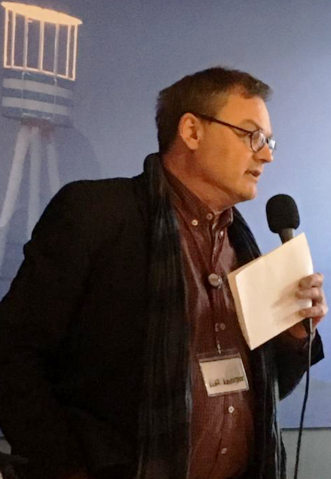
Lutz Kreutzer, Speaker bei der Criminale 2019 in Aachen

Lutz Kreutzer (* 1959 in Stolberg/Rheinland) ist ein deutscher Schriftsteller, Geologe und Manager.

## Leben
Kreutzer wurde 1959 in Stolberg geboren; sein Vater war Polizist. Nach dem Abitur 1979 studierte er Geologie an der RWTH Aachen und erhielt für sein Diplom ein Stipendium der Schwedischen Krone. Später arbeitete er als Alpin-Geologe im Hochgebirge, über das er seine Dissertation verfasste. Nach seiner Promotion zum Dr. rer. nat. ging er 1990 mit einem Forschungsstipendium der Alexander von Humboldt-Stiftung an die Geologische Bundesanstalt in Wien. Anschließend war er Angestellter der Österreichischen Akademie der Wissenschaften und wurde 1993 Assistent des leitenden Direktors der Geologischen Bundesanstalt, wo er der erste Beauftragte für Öffentlichkeitsarbeit wurde, wissenschaftlich über die geologische Entwicklung des Devons in Österreich (speziell der Karnischen Alpen) arbeitete und ein Naturschutzprojekt leitete, das Projekt GAIAs Sterne.
1997 wurde Kreutzer in Aachen an der GEOBIT Ingenieur-Gesellschaft mbH als Geschäftsführer beteiligt. 2000 schied er bei GEOBIT als Geschäftsführer aus und verlegte seinen beruflichen Mittelpunkt nach München, um bei der Freedomland ITN GmbH als Content-Manager zu arbeiten; später war er dort Entwicklungschef. Von 2004 bis 2006 war Kreutzer als Lehrbeauftragter für Marktentwicklung an der Fachhochschule Salzburg tätig. 2004 wechselte er zur MVTec Software GmbH, einer führenden Softwareschmiede im Bereich Machine Vision und Deep Learning (einem Teilbereich der KI, Künstliche Intelligenz), für die er weit über 100 Facharktikel zum Thema schrieb, unter anderem über den „Robonaut“ der NASA.
Bereits während seiner Schulzeit hatte Kreutzer für die Aachener Zeitung (Früher Aachener Volkszeitung AVZ) als Lokalreporter hauptsächlich über Musikveranstaltungen geschrieben. Ferner lieferte er Reportagen für die österreichische Hochschulzeitung und für Alpenvereinsjahrbücher. Seine alpinistischen Kenntnisse und Erfahrungen befähigten ihn dazu, als Erster die wissenschaftliche Beprobung von Steilwänden im alpinen Stil in die Geologie einzuführen. Er verfasste Fach- und Sachbücher sowie Reportagen und Berichte zu technologischen wie auch zu kulinarischen Themen, wie ein Kochbuch mit Johann Lafer oder das Kochbuch Gesund Essen ohne Fasten. Ferner schrieb er Beiträge für den Schulunterricht, wie für den Westermann Verlag oder den Raabe Verlag. Außerdem berät er die größte deutschsprachige Zentralredaktion in Sachen ePublishing und hat mehrere Bücher mit ihr redaktionell und organisatorisch begleitet.
Schwerpunkt seiner Prosa-Buchveröffentlichungen sind bislang Kriminalromane und Thriller, die u. a. im Emons Verlag, Bergverlag Rother, Gmeiner-Verlag, Kampenwand Verlag, aber auch als reine Selbstpublikationen herausgegeben wurden. Lutz Kreutzer gilt als einer der erfolgreichsten Selfpublisher in Deutschland. Als Self-publisher hat er zudem Sachbuch-E-Books veröffentlicht und ist seit 2016 Veranstalter des Self-Publishing-Day. Sein Sachbuch Platz 1 bei amazon gilt in der Self-Publishing-Branche als Standardwerk. Außerdem ist er Herausgeber und Mitverfasser der im Gmeiner Verlag erscheinenden Reihe Die gruseligsten Orte in (München, Köln, Nürnberg, Hamburg) sowie Herausgeber und Mitverfasser der Reihe Schaurige Orte (in der Schweiz, in Südtirol, am Niederrhein, in Österreich, auf Mallorca, in Bayern, an der Nordsee), die Kurzprosa von diversen Literaturschaffenden (wie die Bestsellerautoren Iny Lorentz, Oliver Pötzsch, Manfred Baumann, Edith Kneifl, Christine Brand, Silvia Götschi, Nicola Förg, Regula Venske sowie Marc Girardelli u.v.a) enthalten.
Kreutzer ist Mitglied beim Syndikat, beim AIEP Austria (Verein zur Förderung der österreichischen Kriminalliteratur) und beim Verband deutscher Schriftstellerinnen und Schriftsteller. Kreutzer ist Mitorganisator und -moderator vom Krimitag München und Organisator und Moderator vom Krimitag Freilassing/Salzburg.
Für seine literarische Arbeit erhielt er Stipendien der VG Wort und der Bundesbeauftragten für Kultur und Medien.
Lutz Kreutzer ist Ehrenamtlicher Richter am Landgericht Traunstein.

## Bibliografie

### Prosa

#### Kriminalromane / Thriller
- Schröders Verdacht. Thriller. Helios Verlag, Aachen 1996; Neuausgabe als Selbstpublikation: Books on Demand, Norderstedt 2017. ISBN 978-94-6342-390-8.
- Gott würfelt doch – Kriminalroman. IL-Verlag, Basel 2009; Neuausgabe als Selbstpublikation: Tb. CreateSpace.com, North Charleston 2015. ISBN 978-1-5061-9248-2.
- Bayerisch Kongo – Alpenkrimi. Emons Verlag, Köln 2014; Neuausgabe: Kongo Bongo. Emons Verlag, Köln 2017. ISBN 978-3-95451-276-8
- Der Grenzgänger – Eddy Zett und der Mörder vom Sternberg. Alpin-Thriller. Bergverlag Rother, München 2015. ISBN 978-3-7633-7071-9
- Taubenblut. Kriminalroman. Kampenwand-Verlag, 2020, ISBN 978-3-947738-26-7
- Die Akte Hürtgenwald. Kriminalroman. Gmeiner-Verlag, Meßkirch, 2021, ISBN 978-3-8392-2812-8
- Römerfluch. Kriminalroman. Gmeiner-Verlag, Meßkirch, 2023, ISBN 978-3-8392-0338-5

##### Selbstpublikationen
- Schröders Verdacht – Italien-Thriller. CreateSpace.com, North Charleston 2014. ISBN 978-1-5002-9471-7.
- Gott würfelt doch - Band 1: Abgrund und Band 2: Untergang. Thriller. CreateSpace.com, North Charleston 2015. ISBN 978-1-5061-9248-2.
- Eiskalter Schlummer – Band 1: Das Verlies und Band 2: Die Rache. Thriller. Books on Demand, Norderstedt 2018. ISBN 978-3-7431-8838-9.
- Heißes Sterben. Thriller. Kindle Direct Publishing, 2019. ISBN 978-1-6526-9595-0.
- Gesund Essen ohne Fasten – Spaß am Kochen neu interpretiert 54 Gerichte, die Ihnen schmecken werden.

#### Herausgeber
- Jeder Schuss ein Treffer – Fußball-Krimis. Gmeiner Verlag, Meßkirch, 2024. ISBN 978-3-8392-0702-4

#### Herausgeber und Co-Autor
- Schaurige Orte in der Schweiz – Unheimliche Geschichten. Gmeiner Verlag, Meßkirch, 2021. ISBN 978-3-8392-2854-8
- Schaurige Orte in Südtirol – Unheimliche Geschichten. Gmeiner Verlag, Meßkirch, 2022. ISBN 978-3-8392-0190-9
- Schaurige Orte am Niederrhein – Unheimliche Geschichten. Gmeiner Verlag, Meßkirch, 2022. ISBN 978-3-8392-0300-2
- Schaurige Orte in Österreich – Unheimliche Geschichten. Gmeiner Verlag, Meßkirch, 2023. ISBN 978-3-8392-0410-8
- Schaurige Orte auf Mallorca – Unheimliche Geschichten. Gmeiner Verlag, Meßkirch, 2023. ISBN 978-3-8392-0504-4
- Schaurige Orte in Bayern – Unheimliche Geschichten. Gmeiner Verlag, Meßkirch, 2024. ISBN 978-3-8392-0642-3
- Schaurige Orte an der Nordsee – Unheimliche Geschichten. Gmeiner Verlag, Meßkirch, 2025. ISBN 978-3839208182

#### (Mit-)Herausgeber und Co-Autor
- Die gruseligsten Orte in München – Schauergeschichten. Gmeiner Verlag, Meßkirch, 2019. ISBN 978-3-8392-2433-5
- Die gruseligsten Orte in Köln – Schauergeschichten. Gmeiner Verlag, Meßkirch, 2019. ISBN 978-3-8392-2454-0
- Die gruseligsten Orte in Hamburg – Schauergeschichten. Gmeiner Verlag, Meßkirch, 2020. ISBN 978-3-8392-2703-9

#### (Mit-)Herausgeber
- Düstere Orte in Nürnberg. Gmeiner Verlag, Meßkirch, 2020. ISBN 978-3-8392-2569-1

### Sachbücher
- Photoatlas zu den variszischen Karbonat-Gesteinen der Karnischen Alpen (Österreich/Italien) - Photo-Atlas of the Variscan Carbonate Sequences in the Carnic Alps (Austria/Italy). (= Abhandlungen der Geologischen Bundesanstalt. Band 47). Verlag der Geologischen Bundesanstalt, 1992, ISBN 3-900312-82-6.
- Österreich Kulinarisch – Kochbuch mit Johann Lafer. Ceres Verlag, Bielefeld 1993. ISBN 3-7670-0440-2.
- Panorama in die Urzeit – Der GeoPark Wendelstein. Verlag Wendelsteinbahn GmbH 1993
- Platz 1 bei amazon – Wie man eBooks nach oben bringt. Kampenwand Verlag 2021. ISBN 978-3-947738-95-3.
- Klare Charaktere – Wie man Figuren für einen Roman entwickelt. Kampenwand Verlag 2021.
- Alpinismus und Geologie − 5 Jahre im Fels der Karnischen Alpen. Alpenvereinsjahrbuch Berg '90, ISBN 3-7633-8053-1

## Stipendien und Auszeichnungen
- 1984: Stipendium der Schwedischen Krone (Universität Linköping), Arbeit in Loka Brunn, Schweden
- 1990: Forschungs-Stipendium der Alexander von Humboldt-Stiftung (Post Doc), entsandt an die Geologische Bundesanstalt Wien (Bundesministerium für Wissenschaft, Forschung und Kunst, Wien, Österreich)
- 1993: Prof. Jan Grimm Medaille, Bergakademie Příbram (Universität Prag), Tschechische Republik
- 2019: Förderstipendium der VG Wort
- 2022: Literatur-Stipendium der Bundesbeauftragten für Kultur und Medien